# Substance
Substance é a primeira coletânea musical lançada pela banda inglesa New Order, em 1987. No ano seguinte, foi lançada a coletânea de mesmo nome da banda Joy Division. Em 2003, o álbum Substance do New Order figurou na lista dos 500 melhores álbuns de sempre da revista Rolling Stone, ocupando a 363ª posição.

## Lista de faixas
Todas as faixas por New Order, exceto onde indicado.
| Disco 1 |                           |                |         |  |
| N.º     | Título                    | Compositor(es) | Duração |  |
| 1.      | "Ceremony"                |                | 4:23    |  |
| 2.      | "Everything's Gone Green" |                | 5:30    |  |
| 3.      | "Temptation"              |                | 6:59    |  |
| 4.      | "Blue Monday"             |                | 7:29    |  |
| 5.      | "Confusion"               |                | 4:42    |  |
| 6.      | "Thieves Like Us"         |                | 6:36    |  |
| 7.      | "Perfect Kiss"            |                | 8:02    |  |
| 8.      | "Subculture"              |                | 4:48    |  |
| 9.      | "Shellshock"              |                | 6:28    |  |
| 10.     | "State of the Nation"     |                | 6:32    |  |
| 11.     | "Bizarre Love Triangle"   |                | 6:44    |  |
| 12.     | "True Faith"              |                | 5:55    |  |

| Disco 2 |                       |                |         |  |
| N.º     | Título                | Compositor(es) | Duração |  |
| 1.      | "In a Lonely Place"   |                | 6:16    |  |
| 2.      | "Procession"          |                | 4:27    |  |
| 3.      | "Cries and Whispers"  |                | 3:25    |  |
| 4.      | "Hurt"                |                | 6:58    |  |
| 5.      | "The Beach"           |                | 7:19    |  |
| 6.      | "Confusion"           |                | 7:38    |  |
| 7.      | "Lonesome Tonight"    |                | 5:11    |  |
| 8.      | "Murder"              |                | 3:55    |  |
| 9.      | "Thieves Like Us"     |                | 6:57    |  |
| 10.     | "Kiss of Death"       |                | 7:02    |  |
| 11.     | "Shame of the Nation" |                | 7:54    |  |
| 12.     | "1963"                |                | 5:35    |  |

## Recepção e crítica
O álbum alcançou o 36º lugar na Billboard 200 Albums, passando 59 semanas na parada. No Reino Unido Substance chegou ao 3º lugar, passando 37 semanas na parada.